# 長治一圖里
長治一圖里，是台灣南部自清治時期至日治初期的一個行政區劃，拆分自長治里，其範圍即今高雄市的路竹區東北部。
長治一圖里北邊為依仁里、崇德西里，東邊為嘉祥外里，南邊為維新里，西邊為長治二圖里。

## 管轄街庄
長治一圖里共轄4個庄：
- 今路竹區境內：營後庄、一甲庄、新園庄、下坑庄